# حمزة بخاري
حمزة بخاري (بالهولندية: Hamza Boukhari)‏ (28 مارس 1995 بلاهاي في هولندا - ) هو لاعب كرة قدم هولندي في مركز مركز الجناح ‏. لعب مع نادي أوترخت.

## روابط خارجية
- حمزة بخاري على موقع قاعدة بيانات كرة القدم.إي يو (الإنجليزية)
- حمزة بخاري على موقع Soccerway.com (الإنجليزية)
- حمزة بخاري على موقع عالم كرة القدم.نت (الإنجليزية)